# Молочай блискучий
Молочай блискучий, молочай глянсуватий (Euphorbia lucida) — вид трав'янистих рослин з родини молочайних (Euphorbiaceae), поширений у центральній і південно-східній Європі й на схід до західного Сибіру й Центральної Азії.

## Опис
Багаторічна рослина 30–150 см завдовжки. Рослина гола. Листки еліптично-ланцетні, довгасто-ланцетні або ланцетні, на безплідних пазушних пагонах нерідко лінійно-ланцетні, з округлою основою, цілокраї, тонкуваті, під кінець вегетації шкірясті, зверху глянсуваті..

## Поширення
Поширений у центральній і пд.-сх. Європі й на схід до західного Сибіру й Центральної Азії.
В Україні зростає на заплавних луках і в верболозах — в Поліссі й західній частині Лісостепу.

## Галерея

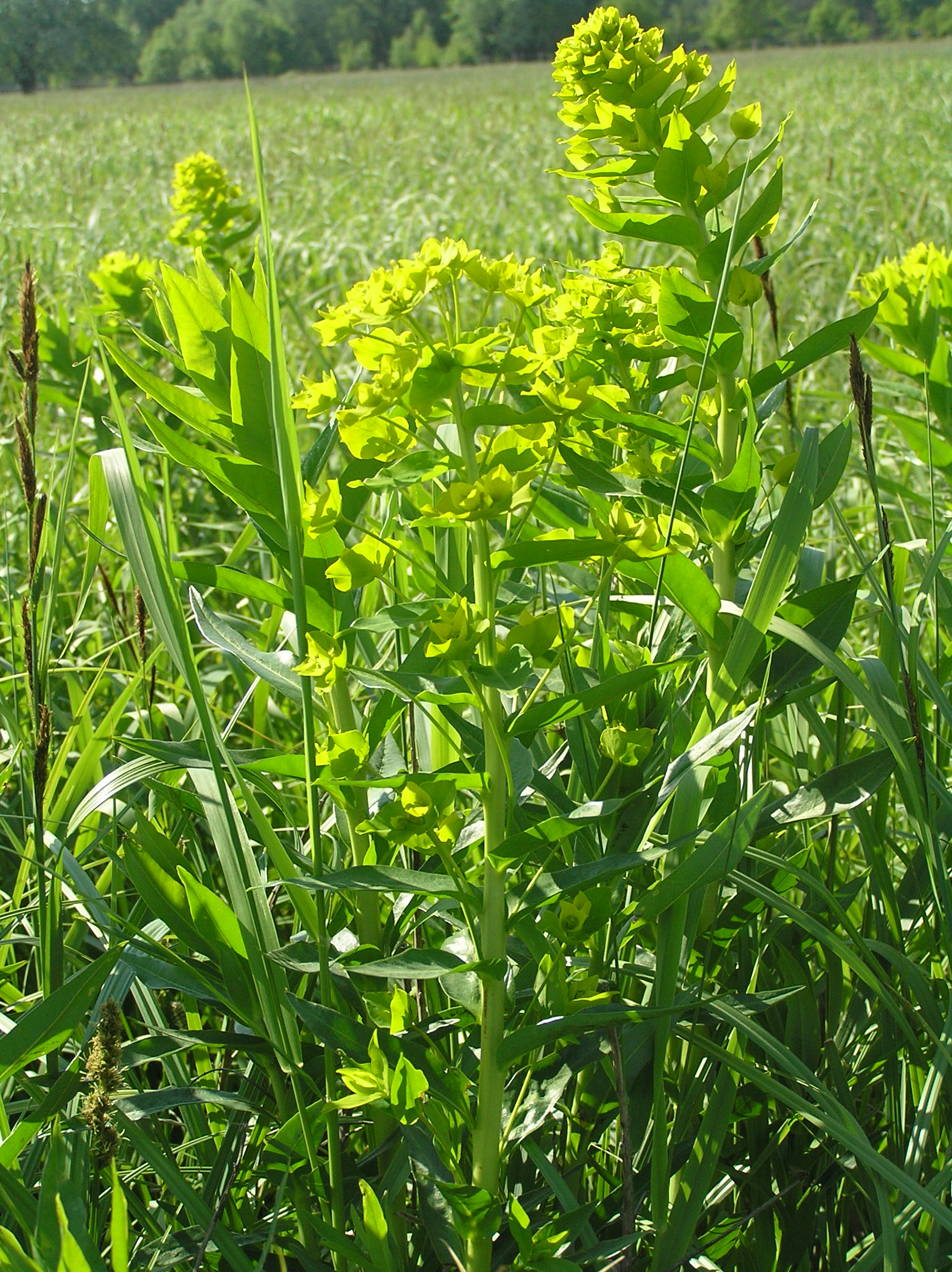
рослина
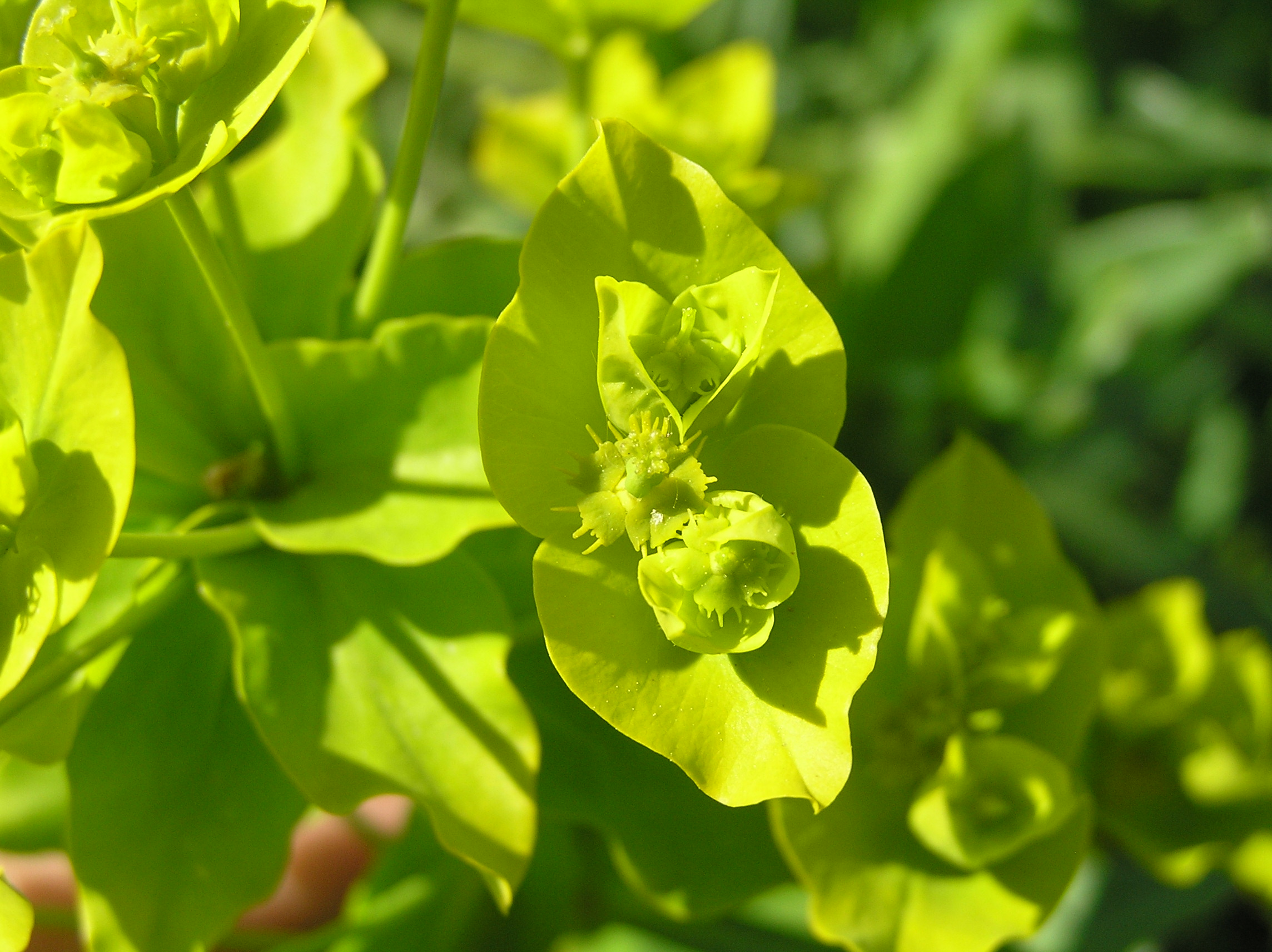
деталь суцвіття